# オウジ (象)
オウジ(2007年10月21日-2012年4月7日)は、神戸市立王子動物園で飼育されていたオスのアジアゾウである。このゾウは、国内初のオスとして生まれたアジアゾウとして知られている。

## 生涯
赤ちゃんゾウは、2007年10月21日に父親「マック」と母親「ズゼ」の間に誕生した。ズゼには過去にも2回出産し、このゾウは王子動物園初、国内初のオスの赤ちゃんだった。姉のモモと同様人工保育で育ち、2ヶ月後の命名式で「オウジ」と名付けられた。
1年後の2008年9月頃、オウジは足を擦って歩くようになったが、無事一歳の誕生日を迎える。だが誕生日の1ヶ月後、立つことができなくなってしまった。
起立不能の原因は骨軟化症とされ、右前足を圧迫骨折していた。
その後は寝たきり状態になり懸命な闘病生活を続けるも、2012年4月5日から食欲が減り、4月7日朝容態が急変し同日闘病生活の末死亡。4歳5ヶ月だった。